# Communauté de communes Seulles Terre et Mer
Die Communauté de communes Seulles Terre et Mer ist ein französischer Gemeindeverband mit der Rechtsform einer Communauté de communes im Département Calvados in der Region Normandie. Sie wurde am 2. Dezember 2016 gegründet und umfasst 28 Gemeinden. Der Verwaltungssitz befindet sich im Ort Creully sur Seulles.

## Historische Entwicklung
Der Gemeindeverband entstand mit Wirkung vom 1. Januar 2017 durch die Fusion der Vorgängerorganisationen
- Communauté de communes Bessin, Seulles et Mer,
- Communauté de communes d’Orival und
- Communauté de communes du Val de Seulles.

Gleichzeitig wurden folgende Communes nouvelles gegründet:
- Creully sur Seulles
- Moulins en Bessin
- Ponts sur Seulles

Außerdem traten die Gemeinden Hottot-les-Bagues und Lingèvres, die früher der Communauté de communes Villers-Bocage Intercom angehört hatten, dem hiesigen Verband bei.

## Mitgliedsgemeinden
| Gemeinde                                    | Einwohner 1. Januar 2022 | Fläche km² | Dichte Einw./km² | Code INSEE | Postleitzahl |
| ------------------------------------------- | ------------------------ | ---------- | ---------------- | ---------- | ------------ |
| Asnelles                                    | 641                      | 2,52       | 254              | 14022      | 14960        |
| Audrieu                                     | 1.156                    | 11,31      | 102              | 14026      | 14250        |
| Banville                                    | 802                      | 4,68       | 171              | 14038      | 14480        |
| Bazenville                                  | 144                      | 4,07       | 35               | 14049      | 14480        |
| Bény-sur-Mer                                | 455                      | 6,65       | 68               | 14062      | 14440        |
| Bucéels                                     | 450                      | 4,84       | 93               | 14111      | 14250        |
| Carcagny                                    | 275                      | 4,15       | 66               | 14135      | 14740        |
| Colombiers-sur-Seulles                      | 153                      | 3,29       | 47               | 14169      | 14480        |
| Crépon                                      | 222                      | 5,42       | 41               | 14196      | 14480        |
| Creully sur Seulles                         | 2.272                    | 18,71      | 121              | 14200      | 14480        |
| Cristot                                     | 214                      | 3,92       | 55               | 14205      | 14250        |
| Ducy-Sainte-Marguerite                      | 178                      | 3,61       | 49               | 14232      | 14250        |
| Fontaine-Henry                              | 519                      | 5,81       | 89               | 14275      | 14610        |
| Fontenay-le-Pesnel                          | 1.237                    | 10,07      | 123              | 14278      | 14250        |
| Graye-sur-Mer                               | 767                      | 6,54       | 117              | 14318      | 14470        |
| Hottot-les-Bagues                           | 461                      | 8,39       | 55               | 14336      | 14250        |
| Juvigny-sur-Seulles                         | 83                       | 3,53       | 24               | 14348      | 14250        |
| Lingèvres                                   | 451                      | 14,46      | 31               | 14364      | 14250        |
| Loucelles                                   | 204                      | 3,07       | 66               | 14380      | 14250        |
| Meuvaines                                   | 137                      | 7,36       | 19               | 14430      | 14960        |
| Moulins en Bessin                           | 1.124                    | 17,30      | 65               | 14406      | 14740        |
| Ponts sur Seulles                           | 1.211                    | 12,86      | 94               | 14355      | 14480        |
| Sainte-Croix-sur-Mer                        | 244                      | 2,08       | 117              | 14569      | 14480        |
| Saint-Vaast-sur-Seulles                     | 159                      | 4,25       | 37               | 14661      | 14250        |
| Tessel                                      | 248                      | 5,54       | 45               | 14684      | 14250        |
| Tilly-sur-Seulles                           | 1.813                    | 8,98       | 202              | 14692      | 14250        |
| Vendes                                      | 335                      | 3,47       | 97               | 14734      | 14250        |
| Ver-sur-Mer                                 | 1.622                    | 9,01       | 180              | 14739      | 14114        |
| Communauté de communes Seulles Terre et Mer | 17.577                   | 195,89     | 90               | –          | –            |